# Cantone di Meung-sur-Loire
Il Cantone di Meung-sur-Loire è una divisione amministrativa dell'arrondissement di Orléans.
A seguito della riforma approvata con decreto del 25 febbraio 2014, che ha avuto attuazione dopo le elezioni dipartimentali del 2015, è passato da 10 a 32 comuni.

## Composizione
I 10 comuni facenti parte prima della riforma del 2014 erano:
- Baccon
- Le Bardon
- Chaingy
- Charsonville
- Coulmiers
- Épieds-en-Beauce
- Huisseau-sur-Mauves
- Meung-sur-Loire
- Rozières-en-Beauce
- Saint-Ay

Dal 2015 i comuni appartenenti al cantone sono i seguenti 32:
- Artenay
- Le Bardon
- Boulay-les-Barres
- Bricy
- Bucy-le-Roi
- Bucy-Saint-Liphard
- Cercottes
- Chaingy
- La Chapelle-Onzerain
- Charsonville
- Chevilly
- Coinces
- Coulmiers
- Épieds-en-Beauce
- Gémigny
- Gidy
- Huêtre
- Huisseau-sur-Mauves
- Lion-en-Beauce
- Meung-sur-Loire
- Patay
- Rouvray-Sainte-Croix
- Rozières-en-Beauce
- Ruan
- Saint-Ay
- Saint-Péravy-la-Colombe
- Saint-Sigismond
- Sougy
- Tournoisis
- Trinay
- Villamblain
- Villeneuve-sur-Conie